# Slovak Open 2000
Lo Slovak Open 2000 è stato un torneo di tennis facente parte della categoria ATP Challenger Series nell'ambito dell'ATP Challenger Series 2000. Il torneo si è giocato a Bratislava in Slovacchia dal 2 all'8 ottobre 2000 su campi indoor in cemento.

## Vincitori

### Singolare
Davide Sanguinetti ha battuto in finale  Rainer Schüttler con il punteggio di 7–5, 6–1.

### Doppio
Paul Hanley /  Paul Rosner hanno battuto in finale  Jonathan Erlich /  Aleksandar Kitinov con il punteggio di 6–4, 6–4.